# Funktastatur

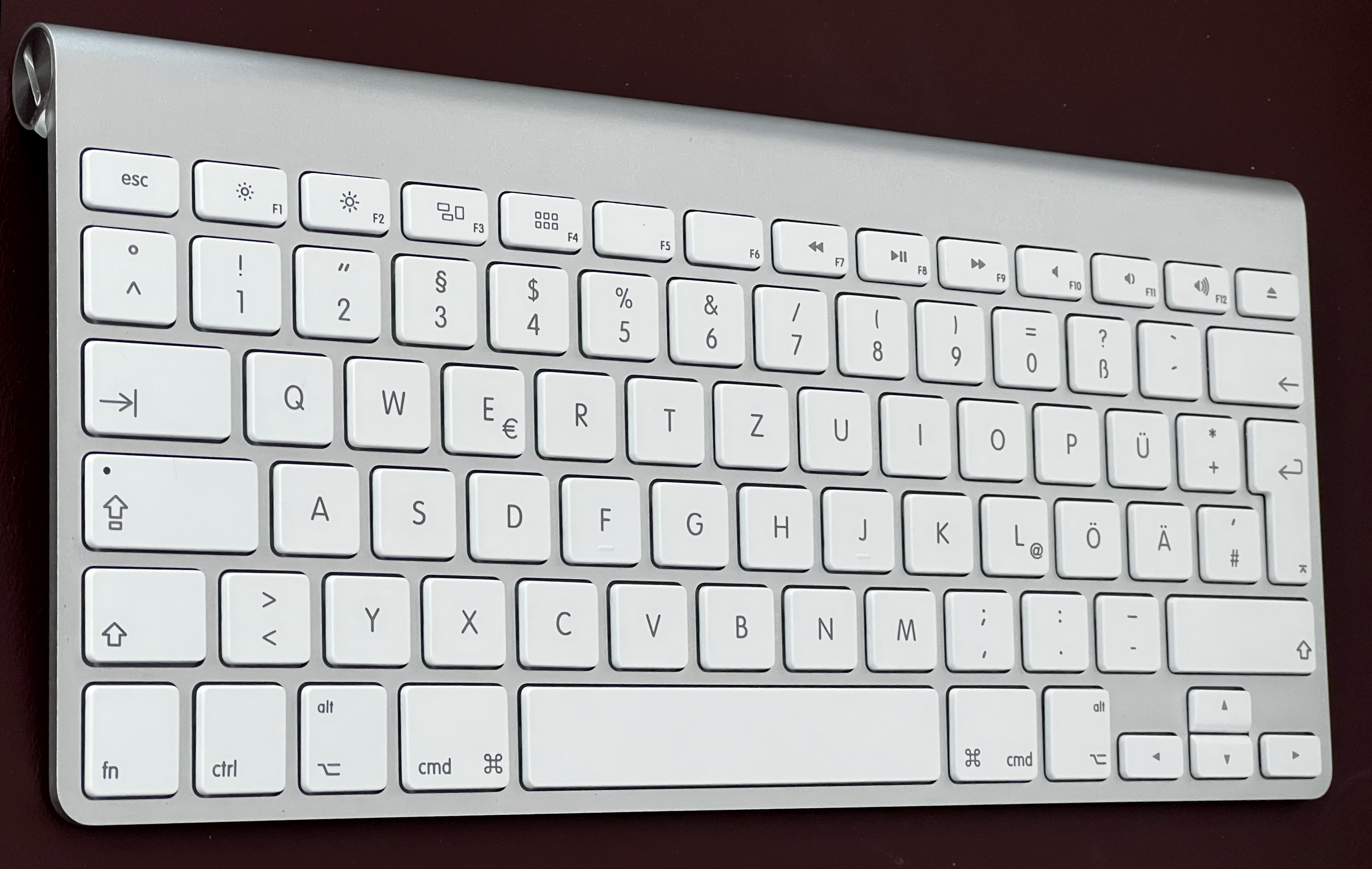
Apple-Funktastatur (2012)

Eine Funktastatur oder umgangssprachlich Schnurlose Tastatur oder Wireless-Tastatur ist eine kabellose Tastatur, die ihre Daten über ein Funksignal zum PC überträgt. In jedem Fall ist die Tastatur der Sender und eine an den PC angeschlossene Einheit der Empfänger.

## Technik
Im Gegensatz zu Infrarottastaturen müssen Tastatur und Empfänger nicht in direktem Sichtkontakt zueinander stehen. Hindernisse, wie z. B. ein Bücherstapel zwischen ihnen, sind also kein Problem. Funktastaturen benötigen eine eigene Stromversorgung.
Die Übertragung findet meist über Bluetooth oder im 2,4-GHz-Band statt. Frühere Geräte hatten meist einen abgesetzten Empfänger, der über PS/2- oder USB-Schnittstelle mit dem Rechner verbunden war. Heute wird der Empfänger größtenteils über ein USB-Dongle realisiert.
Einige Hersteller bieten auch komplette Sets aus Funktastatur und -maus an. Weiterhin gibt es Tastaturen mit integriertem Touchpad als Mausersatz. Miniaturisierte Varianten davon werden oft als Fernbedienung für Mediacenter eingesetzt.

## Sicherheitsaspekte
Bei allen Verfahren sind Reichweiten innerhalb eines Zimmers von 3 bis 5 m meistens problemlos zu bewältigen. Nachteil des Funks: Bei einer zu großen Reichweite können die Daten theoretisch auch im größeren Umkreis (benachbarte Wohnungen) empfangen werden. Das stellt ein ernst zu nehmendes Sicherheitsproblem dar, da die meisten günstigen Funktastaturen ihre Daten unverschlüsselt versenden.
Allerdings können auch Kabeltastaturen abgehört werden, da das meist nur kaum oder gar nicht abgeschirmte Anschlusskabel als Sendeantenne wirkt. Auch können sich die Impulse der Signalübertragung im Stromnetz fortpflanzen.
Mit entsprechendem Aufwand und Messequipment lassen sich in beiden Fällen die Signale auslesen.
Eine Funktastatur mit Verschlüsselung kann also unter Umständen sicherer sein als eine Kabeltastatur ohne Verschlüsselung.
Ob und wie gut die Eingaben verschlüsselt werden, kann beim Hersteller in Erfahrung gebracht werden. Bei einigen Herstellern ist heute 128-Bit-AES-Verschlüsselung für alle alphanumerischen und modifizierenden (Alt, Shift usw.) Tasten üblich. Dadurch können die Signale zwar abgehört, aber nach derzeitigem Stand praktisch nicht entschlüsselt werden.
Allerdings ist die Sicherheit der Verschlüsselung mit 128-Bit-AES auch von der Implementierung der Verschlüsselung abhängig; bei fehlerhaft Implementierung gibt es Angriffspunkte. Die Funktastaturen des Herstellers Logitech mit ihrer Unifying-Technologie, bei denen der Hersteller eine 128-bittige AES-Verschlüsselung angibt, wurden beispielsweise aufgrund einer fehlerhaften Implementierung schon gehackt.